# Jamboree Scout Mundial
Un Jamboree Scout Mundial es un gran campamento de scouts provenientes de todo el mundo.
Suele tener lugar cada cuatro años. Su nombre hace referencia a una antigua expresión anglosajona que refiere una "reunión ruidosa", que era la idea que tenía el fundador del movimiento Robert Baden-Powell de un encuentro masivo de scouts.

## Lista de Jamborees Scout Mundiales
| Año       | Evento                      | Lugar, País                                                                                     | Asistencia | Tema/Nombre/Aniversario                                                                      | insignia del jamboree |
| --------- | --------------------------- | ----------------------------------------------------------------------------------------------- | ---------- | -------------------------------------------------------------------------------------------- | --------------------- |
| 1920      | 1.º Jamboree Scout Mundial  | Olympia, Londres, Reino Unido                                                                   | 8.000      | Jamboree, encuentro de tribus                                                                |                       |
| 1924      | 2.º Jamboree Scout Mundial  | Ermelunden, Copenhague, Dinamarca                                                               | 4.549      | Campeonato Scout Mundial - scoutcraft                                                        |                       |
| 1929      | 3.º Jamboree Scout Mundial  | Arrowe Park, Birkenhead, Reino Unido                                                            | 50.000     | vengan los años o jamboree del barro.                                                        |                       |
| 1933      | 4.º Jamboree Scout Mundial  | Godollo, Hungría                                                                                | 25.792     |                                                                                              |                       |
| 1937      | 5.º Jamboree Scout Mundial  | Vogelensang, Bloemendaal, Países Bajos                                                          | 28.750     |                                                                                              |                       |
| 1947      | 6.º Jamboree Scout Mundial  | Moisson, Francia                                                                                | 24.152     | Jamboree de la Paz                                                                           |                       |
| 1951      | 7.º Jamboree Scout Mundial  | Salzkammergut, Bad Ischl, Austria                                                               | 12.884     | Jamboree de la Simplicidad                                                                   |                       |
| 1955      | 8.º Jamboree Scout Mundial  | Niágara, Canadá                                                                                 | 11.139     | Nuevos Horizontes                                                                            |                       |
| 1957      | 9.º Jamboree Scout Mundial  | Sutton Park, Reino Unido                                                                        | 30.000     | Jamboree del Jubileo, 50 Años                                                                |                       |
| 1959      | 10.º Jamboree Scout Mundial | Los Baños, Laguna, Filipinas                                                                    | 12.203     | Construyendo el Mañana Hoy                                                                   |                       |
| 1963      | 11.º Jamboree Scout Mundial | Maratón, Grecia                                                                                 | 14.000     | Más Alto y Más Grande                                                                        |                       |
| 1967      | 12.º Jamboree Scout Mundial | Farragut State Park, Idaho, EE. UU.                                                             | 12.011     | Por la Amistad                                                                               |                       |
| 1971      | 13.º Jamboree Scout Mundial | los altos de Asagiri, Fujinomiya, Japón                                                         | 23.758     | Por el Entendimiento                                                                         |                       |
| 1975      | 14.º Jamboree Scout Mundial | el lago Mjosa, Lillehammer, Noruega                                                             | 17.259     | NordJamb, Cinco Dedos, Una Sola Mano                                                         |                       |
| 1979      | 15.º Jamboree Scout Mundial | Nishapur, Irán                                                                                  | —          | Nota: El 15.º Jamboree previsto para este año Irán fue postpuesto por la revolución islámica |                       |
| 1983      | 15.º Jamboree Scout Mundial | Calgary, Alberta, Canadá                                                                        | 14.752     | El Espíritu está Vivo, 75 Años                                                               |                       |
| 1987-1988 | 16.º Jamboree Scout Mundial | el campamento Scout Cataract, Sídney, Australia                                                 | 14.434     | Uniendo el Mundo Alrededor                                                                   |                       |
| 1991      | 17.º Jamboree Scout Mundial | el parque nacional Seoraksan, Corea del Sur                                                     | 20.000     | Muchas Tierras, un Solo Mundo                                                                |                       |
| 1995      | 18.º Jamboree Scout Mundial | Flevoland, Países Bajos                                                                         | 28.960     | El Futuro es Ahora                                                                           |                       |
| 1998-1999 | 19.º Jamboree Scout Mundial | Picarquín, Chile                                                                                | 31.000     | Juntos Construyendo la Paz                                                                   |                       |
| 2003-2004 | 20.º Jamboree Scout Mundial | Tailandia                                                                                       | 24.000     | Comparte nuestro Mundo, Comparte nuestras Culturas                                           |                       |
| 2007      | 21.º Jamboree Scout Mundial | Hylands Park, Chelmsford, Reino Unido                                                           | 38.074     | Un Mundo, una Promesa, 100 Años, Jamboree del Centenario                                     |                       |
| 2011      | 22.º Jamboree Scout Mundial | Rinkaby, Suecia                                                                                 | 40.000     | Simplemente Escultismo                                                                       |                       |
| 2015      | 23.º Jamboree Scout Mundial | Kyrara-Hama, Yamaguchi, Japón                                                                   | 33,838     | Un Espíritu de Unidad                                                                        |                       |
| 2019      | 24.º Jamboree Scout Mundial | The Summit Bechtel Reserve, West Virginia, EE. UU. (Co-organizadores: EE. UU., México y Canadá) | 45,000     | Desbloquear un nuevo mundo                                                                   |                       |
| 2023      | 25.º Jamboree Scout Mundial | Saemangeum, Jeolla del Norte, Corea del Sur                                                     | 46,646     | Dibuja tu sueño                                                                              |                       |
| 2027      | 26.º Jamboree Scout Mundial | Gdańsk, Polonia                                                                                 |            | "Bravely"                                                                                    |                       |
| 2031      | 27.° Jamboree Scout Mundial | Silkeborg, Dinamarca                                                                            |            |                                                                                              |                       |